# Atlantisz

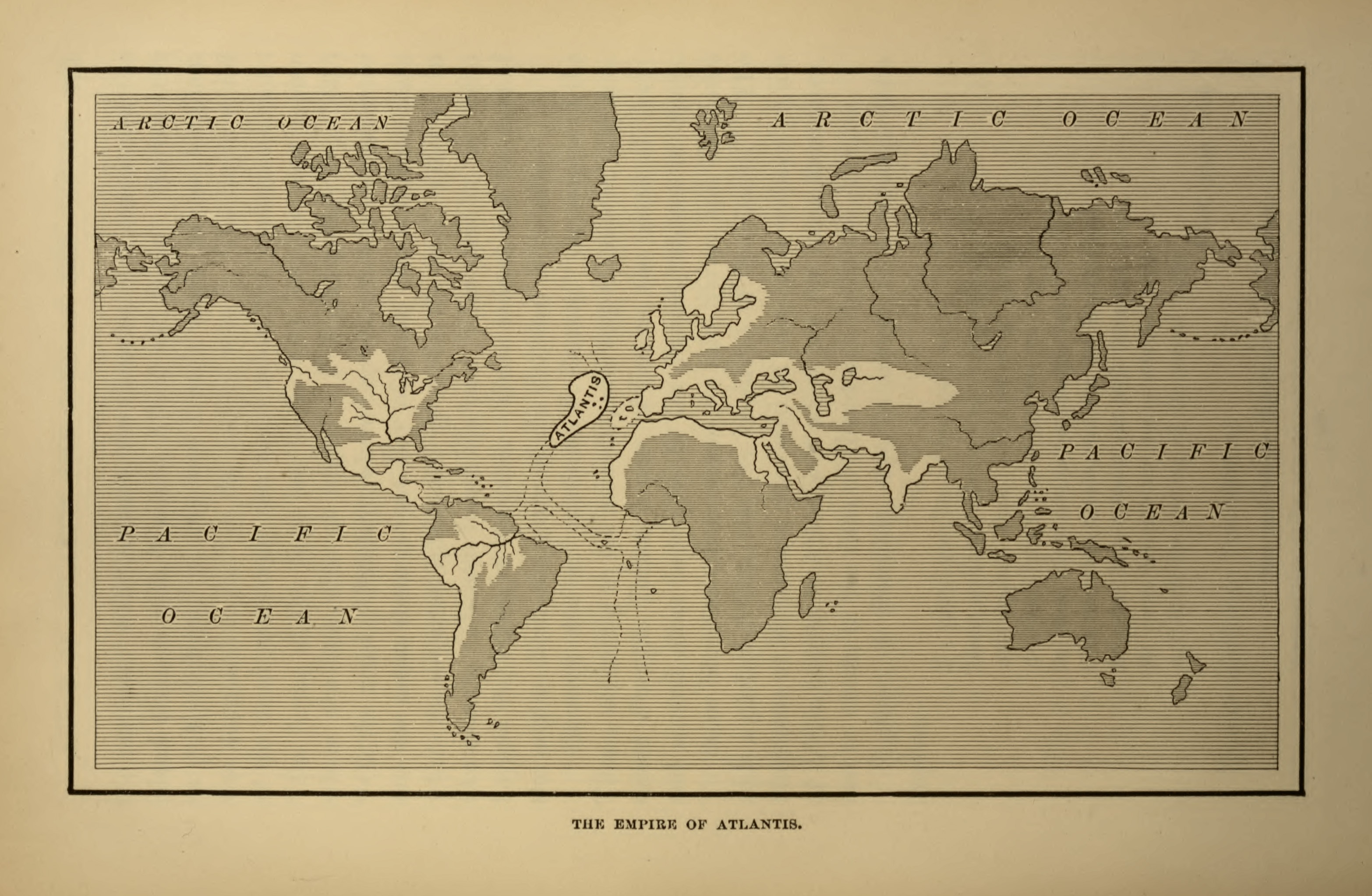
Atlantisz feltételezhető helyeit mutató térkép (Ignatius L. Donnelly's Atlantis: the Antediluvian World, 1882.)

Atlantisz (ókori görög: Ἀτλαντὶς νῆσος, „Atlasz szigete”) a neve annak a legendás szigetnek, illetve kontinensnek, amely Platón szerint egy természeti katasztrófa következtében süllyedt el.

## Feljegyzések Atlantiszról…

### …Platónnál
Platón (i. e. 427–i. e. 347), a híres ógörög filozófus Timaiosz és Kritiász című dialógusaiban meglehetős részletességgel szól Atlantisz szigetéről, amely állítólag Héraklész oszlopaitól nyugatra feküdt, amely a Gibraltári-szorossal azonos. Leírása szerint Atlantisz nagyobb volt, mint Kis-Ázsia és Líbia együttvéve (Líbia alatt az Egyiptomtól nyugatra fekvő egész észak-afrikai területet érti). Hatalmas királyság volt, fejlett civilizációval és ideális politikai berendezkedéssel, amelyet Platón perzsa mintára képzelt el.
Platón Atlantiszt Poszeidón birodalmaként írja le, aki a halandó Kleitoval szerelembe esett (egy kettejük tiszteletére emelt atlantiszi templomot is megemlít), elsőszülött fiuk, Atlasz pedig megörökölte a birodalmat, és ez az öröklődés sokáig így folytatódott. Ír egy orichalcum nevű legendás fémről, a „tűz fényé”-nek nevezte, melyet már Platón idejében is csak hírből ismertek, pedig Atlantisz idejében az arany mellett a legértékesebb anyagnak számított. Pontosan nem tudjuk, mi lehetett ez, mai értelemben a sárgarézre használják a szót, ám a görög kifejezés etimológiájából kiindulva helytállóbb a hegyi réz vagy hegyi fém kifejezés, egyesek szerint az arany, a cink, a réz és a bronz valamiféle ötvözetéről lehet szó. Tehát vagy olyan fémről van szó, amelyet ismerünk, de a görögök előttünk ismeretlen jelentésű szóval jelölték, vagy valamilyen ötvözetről, melynek pontos összetétele ismeretlen.
Platón a történetet a szigetről Szolóntól ismerte, aki i. e. 560-ban tett egyiptomi utazásakor Szaisz városban Neith isten papjaitól hallott a feljegyzések szerint előtte 9000 évvel történt hanyatlásról. A forrás szerint 6000 sztadion távolságban feküdt Egyiptomtól ez a hatalmas sziget, és hirtelen pusztult el: földrengések és árvizek után „…egy súlyos nap és éjjel […] a tengerbe merülve eltűnt.” A legenda szerint a mohóvá és agresszívvá vált birodalmat az istenek (egész pontosan Zeusz) parancsára öntötte el a tenger, Platón műve azonban ezen a ponton megszakad.

#### Atlantisz mint politikai utópia
Platón egy politikai utópiát írt le, amelyhez Atlantisz szigetét csak ürügyül használta fel, és semmi sem támasztja alá, hogy az általa leírt hely a valóságban is létezett. Platón az általa elképzelt birodalmat csak kitalált emberekkel és kitalált helyszínekkel alkothatta meg: utópiáját ugyan az eszményi állam szervezetéről írta, de ennek ideális működéséhez fel kellett tennie, hogy az atlantiszi emberek különleges erkölcsi érzékkel rendelkeznek: az ideális állam csak ideális emberekkel működhet.
A platóni dialógus szerint a történetet Kritiász mesélte el, úgy, ahogyan Szolóntól hagyományozódott. Nem szabad elfelejteni, hogy Szolón halála és Platón születése között 131 év telt el. Ezért folyamodik története előadása előtt Kritiász Mnémoszynéhez. A történet a homéroszi eposzokhoz hasonló módon tárgyalja Atlantiszt.

### …más görögöknél
Atlantiszt Platónon kívül néhány más görög forrás is említi (Proklosz említi például a Timaioszhoz írt kommentárjaiban a Kr. e. 4. századi Marcellus Aithiopiaka c. elveszett művét, melyben az három olyan nyugati szigetről ír, melyeken még élnek az egykori atlantisziak leszármazottai). Mindamellett, hogy többen is írtak róla, nem szabad megfeledkeznünk a nagy történetíró, Hérodotosz hallgatásáról, aki pedig még a szaiszi papoknál is érdeklődött Atlantisz felől.

### …nem görög legendákban

#### Egyiptom
Nemcsak a görögöknél, hanem más kultúrák legendavilágában is megtalálhatjuk a tenger által elárasztott gazdag, boldog szigetről szóló történetet, így az egyiptomi Középbirodalomban fennmaradt egy papirusz (A hajótörött legendája), amely elmeséli egy utazó történetét, aki a fáraó bányái felé tartott egy hajón, amikor hatalmas hullámok összetörték a hajót, egyedül ő maradt életben. Egy gerendába kapaszkodva partra sodródott egy szigeten. Itt egy sárkány lakott, aki a barlangjába vitte a hajótöröttet, de nem bántotta. Azt mesélte a hajótöröttnek, hogy régen a szigeten gazdagság és boldogság uralkodott és 75 elégedett sárkány lakott rajta, akik közül már csak ő maradt életben. Távollétében egyszer egy csillag zuhant a szigetre és szénné égetett mindent. Megjósolta még azt is, hogy egy egyiptomi hajó megmenti a hajótöröttet, de azt is hozzátette, hogy: „soha többé nem láthatod majd e szigetet, mert a hullámok maguk alá temetik”.
Az egyiptomi elbeszélés azonban világosan kijelenti azt is, hogy a szigettel Egyiptomnak rendszeres kapcsolatai (kereskedelmi és politikai) vannak, hajók járnak oda-vissza.

#### India
Az indiai mondavilágban a Mahábhárata című eposz őrzi egy sziget történetét. A történet tehát akár lehet különböző népek alaplegendája, de ebből nem következtethetünk arra, hogy Atlantisz nem létezett. A legendák és mítoszok alapjai gyakran bizonyított tények. Gondoljunk csak a görög Théra szigetére. Az írásos emlékek alapján annyit mindenképpen megállapíthatunk, hogy Atlantisz létezése nem tény, de nem is alaptalan mese.

## Viták Atlantisz létezéséről
A vita már Platón életében elkezdődött; saját tanítványa, az ókor leghíresebb tudósa, Arisztotelész szállt vele szembe.
1926-ban a francia K. Gatefosset és C. Rou 1700 tételből álló bibliográfiát tett közzé Atlantiszról. Számítások szerint 1975-ben az e híres legendának szentelt cikkek és könyvek korántsem teljes jegyzéke úgy 7000 tételből állt.
Az Atlantiszról könyvet író számos szerző a következő feltételezéseket állította fel:
1. Mindaz, amit Platón Atlantiszról mondott, színtiszta igazság. Atlantisz – mint neve is mutatja – az Atlanti-óceánban feküdt.[2]
2. Atlantisz korántsem legenda, kétségtelenül létezett. A kérdés az, hogy hol? A változatok száma akkora, hogy egy tudós még a 19. században meglehetős rosszmájúsággal jegyezte meg: az Atlantiszról szóló mendemondák az emberi butaság egyfajta katalógusává állnak össze.
3. Az Atlantisz-legenda tipikus kompiláció, amelynek alapját különböző korokból és különböző népek történetéből származó mítoszok és esetleg bizonyos történelmi tények képezik.
4. Az elpusztult földrészről szóló egész elbeszélés az elejétől a végéig kitaláció. Érdekes keret csupán, amelyet Platón saját társadalmi-politikai eszméinek kifejtéséhez használt föl. Ha Platón, Morus Tamáshoz hasonlóan Utópiának, vagyis „nem létező helynek” nevezte volna el szigetét, nagy szolgálatot tett volna az utókornak.
5. A Platón által említett rejtélyes sziget talán csak afféle központ lehetett, hiszen az atlantisziak tudásukat tekintve valószínűleg az egész bolygót uralták.

Atlantisz létezését máig sem sikerült kétséget kizáróan bizonyítani.
Az Atlantisz-történet egyetlen forrása a görög filozófus, Platón dialógusai, a Timaiosz és a Kritiasz az i. e. 4. század első feléből. A történet hihetősége két alapvető kérdésen múlik: az első, hogy Platón nem egyszerűen kitalálta-e; a második, hogy az athéni tudós, Szolón több nemzedékkel korábban nem maga szőtt-e egy mesét a szaiszi egyiptomi papokról, akik nagy valószínűséggel a történet forrásai lehettek valamikor az i. e. 6. század elején.
Úgy tűnik, hogy az egyiptomi papok valóban több ezer évre visszamenőleg őriztek feljegyzéseket. A görög történész, Hérodotosz rengeteg információt gyűjtött a papoktól, mikor odalátogatott az i. e. 5. század közepén. Az általa közölt információk jó része ellenőrizhető. Neki mutattak egy papiruszt „háromszáz és harminc” egyiptomi uralkodó egymást követő listájával (Hérodotosz: Történelem II. 100.). Óvatosságra int: „Mindazok, akik úgy gondolják, hogy az egyiptomiak meséi hihetőek, nyugodtan fogadják el őket történelemnek.” (II. 122.) 

### A Kréta-elmélet
Szolón idejére a földközi-tengeri tengerjárók ismerték a Vörös-tengeren túli távoli partokat keleten és Héraklész oszlopait nyugaton. Mégsem feltétlenül szükséges ilyen messze keresni Atlantiszt. Az egyiptomiak számára, akik a bronzkori világ összeomlása miatt évszázadokig elszigeteltségben éltek, az i. e. 6. században Kréta szigete titokzatos föld volt, amely valaha csodálatos civilizációnak adott otthont. A kataklizmát követően minden kapcsolat megszakadhatott, amelyet a sötétség korának élhettek meg.
Ma sokan, akik elfogadják Platón történetét, a minószi Kréta civilizációjában vélik fölfedezni Atlantiszt, és pusztulásának időpontját a Théra i. e. második évezred közepén történt vulkánkitörésére teszik. A Kréta–Szantorin, azaz a kükladikus kultúra Atlantisz-azonosságát egyre többen fogadják el, régész körökben már csaknem konszenzusnak tekinthető.

## Atlantisz és Lemuria létezésének kérdése geológiai és állatföldrajzi szemmel nézve
Számos „parairodalmi” írás állít olyan lehetőségeket Atlantisz helyére vonatkozóan, amik természettudományos nézőpontból erősen megkérdőjelezhetők. Az egyik ilyen állítás, hogy egy Lemúria nevű elsüllyedt kontinens létezett az Észak-Atlanti hátság és a Kanári-szigetek környezetében vagy Madagaszkár és az Indopacifikus régió között.
Tudjuk, hogy paleomágnességen alapuló földtörténeti kontinensrekonstrukciók szerint a kontinentális földkéreg megsemmisülése ritka esemény. A kontinensvándorlást tagadó „geoszinklinális elmélet” ugyan állította, hogy a kontinentális kéreg megsüllyedhet, ez az elképzelés azonban fizikai képtelenségnek bizonyult (a földkéreg nem süllyedhet el a nála sokkal sűrűbb köpenyben). A kontinentális kéreglemezek nem semmisülnek meg. Az Atlanti-hátság – ahova sokan Atlantiszt elhelyezik képzeletben – éppen ellenkezőleg, olyan zóna, ahol az új óceáni kéreg anyaga a felszínre emelkedik és ahonnan kiindulva szétterül.
Egy-egy ilyen tenger alatti vulkán eléri a tenger szintjét, de az egyetlen nagyobb, ilyen jellegű sziget Izland, az Észak-Atlanti-hátság tengelyében. Nincs hiányzó, „elveszett” kéregdarabokról sem tudunk: a Pangea az érintett zónában 200 millió évre visszamenőleg jól rekonstruálható; ezen a területen csak óceáni kéreg van. A forró pont vulkanizmus szigetcsoportjait (Kanári-szigetek, Madeira-szigetek stb.) és azok történelmét jól ismerjük; azokon Atlantisz nem lehetett. Egyébként sem valószínű, hogy fejlett technikai civilizáció jöhetett volna létre néhány kis, geológiailag fiatal szigeten, aktív vulkánok tövében.
A másik teória szerint[forrás?] az Indiai-óceánban lett volna egy nagyobb földdarab. Ezt az indopacifikus régióban élő félmajmokról „Lemúriának” nevezték el, mivel feltételezték, hogy ezek a „megsemmisült” földrészen keltek volna át. Valójában ezek az állatok az egykor sokkal nagyobb trópusi éghajlati öv maradványterületein önállóan fejlődő, maradványfajok, amik már a harmadkor közepén elszakadtak egymástól. Ha Indiától délre lett volna ilyen hipotetikus kontinens, akkor nehezen lenne érthető, hogy India miért illeszkedik jól az Antarktikához és az egykori Gondwana más részeihez, amelyekről levált.

### Rudolf Steiner Atlantiszról
Rudolf Steiner számos előadásában és több könyvében ismerteti Atlantisz hét országának történetét, és a sziget tűzkatasztrófában történt elsüllyedését.
Ő i. e. 9564-re teszi ennek dátumát, ami megközelítőleg egybeesik számos más forrással, így az ószövetségi özönvíz, az indiai mitológia, az azték, a maja kalendáriumok hasonló, ám más kultúrkörben elterjedt hagyományaival. Szerinte az akkor már rendkívül fejlett társadalom tudós emberei (a mitológiák mágusai, varázslói) nem bántak megfelelően erőforrásaikkal, és egy hatalmas robbanás következtében a sziget virágzó társadalma megsemmisült. Nem pusztult el mindenki, és az atlantisziak hét nemzete (köztük az ős-turániak) szerteszóródott a világban. Belőlük született a ma ismert civilizáció.

## Atlantisz létezésének régészeti kritikája
A Platón által leírt történet valódisága ellen szól, hogy a dialógusokban szerepet kap az elsüllyedt kontinenssel párhuzamosan létezett, Atlantisszal fegyveresen összecsapó Athén is. A Platón előtt 9 ezer évvel korábban fejlett civilizációt képviselő Ős-Athén létét egyáltalán nem támasztották alá a kutatások, így a legkorábbi erődépítészet, a fémművesség kezdete és a lovak domesztikációja későbbre esik. Mivel Krisztus előtt 9500-ból legfeljebb az újkőkorszak leleteit ismerhetjük, a Platón által leírt kulturális vívmányokat és államszervezési formát sajátos fikciónak tekinthetjük.

## Atlantisz a modern tudományok szerint
A régészek egy része a Földközi-tenger medencéjében keresi Atlantiszt, és ezek nagyobb része Szantorini szigetét tekinti a legvalószínűbb jelöltnek. A radiokarbonos kormeghatározás vizsgálatok szerint mindkét égei civilizációt a Théra nevű vulkán i. e. 1627 – 1600 közöttre datált kitörése pusztította el. Figyelemre méltó, hogy Szolón korától 900 évre és Kréta Egyiptomtól 600 sztadionnyira fekszik. Ezek az adatok éppen tizedannyiak, mint Platón eredeti adatai. Ma már nem deríthető ki, hogy a szaiszi papok informálták félre Szolónt, Szolón adta tovább tévesen, vagy Platón ferdített az adatokon, vagy ami talán a legegyszerűbb magyarázat ebben az esetben, az egyiptomi források számadatait olvasták helytelenül. A. G. Galanopoulos és E. Bacon kutatók azzal érveltek, hogy az egyiptomiról a görögre való átfordítás volt hibás. Ezer helyett száz. Nem 9000, hanem csak 900 évet említettek az egyiptomi papok.
Mivel a vulkánkitörést földrengések előzték meg, az atlantisziaknak volt idejük felkészülni a menekülésre. 2010-ig egyetlen emberi holttestmaradványt sem találtak a régészek, bár a lakott területnek csak kis részét tárták fel. Az atlantisziak közismerten jó hajósok voltak, 50 méter hosszúságú tengerjáró hajókkal rendelkeztek, amikkel folyamatosan járták a világ óceánjait.
Lukács Béla fizikus, a Részecske- és Magfizikai Kutatóintézet tudományos tanácsadója szerint Platónnak az Atlantiszról szóló beszámolója többé-kevésbé egy mítoszon alapul; a geológusok szerint viszont egy kontinens elsüllyedhet ugyan, de ahhoz százmillió év kell, és nem tízezer, még kevésbé egyetlen éjszaka. Más nézetek szerint Atlantisz hirtelen pusztulását okozhatta egy természeti katasztrófa is, mint amilyen például az 1994 júliusában megfigyelt Shoemaker–Levy 9 üstökös és a Jupiter bolygó ütközése volt.
Mivel Platón elég pontosan megmondja, Atlantisz mikor süllyedt el: 9000 évvel Szolón előtt, azaz Krisztus előtt kb. 9600–9500-ban, sok kutató szerint a jégkorszakot lezáró globális éghajlatváltozásról lehetett szó. Paul La Violette tudományos író szerint ez az időszak egybeesik az olvadt víz áradásával. Lukács Béla és mások nézete alapján az Európa szélén fekvő részeket (Anglia, Észak-Németország és Skandinávia között), ahol a korhoz képest viszonylag magas szintű civilizáció élt, egy Kalifornia méretű területet (kb. 420 ezer km²) öntött el a víz.
Más kutatók szerint Atlantisz az Atlanti-óceán mélyén keresendő. Nem tudjuk mekkora lehetett Atlantisz, de Spanyolország déli részén és az óceán mélyén többfelé találták egy eltűnt civilizáció nyomait, így a Karib-térségben többfelé, a Bimini szigeteknél, Mexikó, Belize, Kuba partjainál és az Andros szigetnél is víz alatti építményekre leltek
A Platón által leírt Atlantisz elmerülésének ideje egybeesik a modern tudomány az utolsó jégkorszak végéről és a világ óceánjainak ezáltal kísért szintemelkedéséről alkotott felfedezéseivel.

## Források

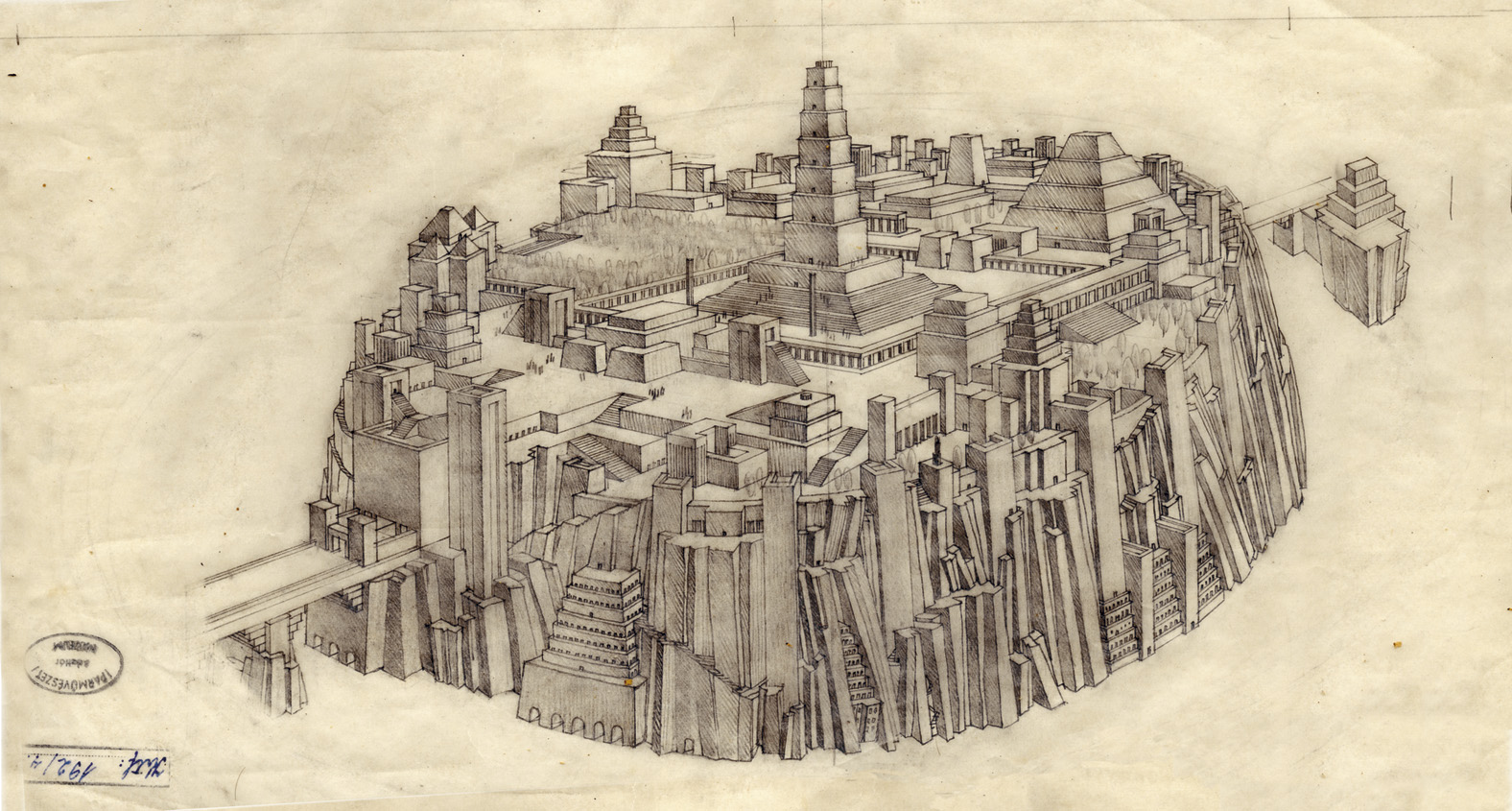
Maróti Géza: Atlantisz modellterv